# Swapnil Kusale
Swapnil Kusale (Colhapur, 6 de agosto de 1995) é um atirador esportivo indiano.

## Carreira
Kusale nasceu em 6 de agosto de 1995, na vila de Kambalwadi, no distrito de Kolhapur. Em 2009, seu pai o matriculou no programa esportivo Krida Prabhodini do governo de Maharashtra. Após um ano de intenso treinamento físico, Kusale teve que escolher um esporte e acabou escolhendo o tiro. Em 2015, ele se tornou um cobrador de bilhetes para as ferrovias indianas em Pune, o que o ajudou a comprar seu primeiro rifle.
Em 2015, ele ganhou o ouro no rifle de 50m deitado 3 na categoria júnior no Campeonato Asiático de Tiro de 2015 no Kuwait. No mesmo ano, ele também ganhou o 59º Campeonato Nacional de Tiro realizado em Tughlakabad à frente de Gagan Narang e Chain Singh no evento de rifle de 50m deitado. Em 2017, ele repetiu o mesmo desempenho no 61º Campeonato Nacional em Thiruvananthapuram ao ganhar uma medalha de ouro na posição 3 do rifle de 50m.
Em outubro de 2022, ele conquistou uma vaga olímpica para a Índia no evento de rifle masculino de 50 metros e 3 posições com um quarto lugar no Campeonato Mundial de Tiro ISSF de 2022 no Cairo. Em maio de 2024, ele foi selecionado para a equipe olímpica indiana no evento de rifle de 50 metros e 3 posições após os testes em Delhi e Bhopal. Apesar de terminar em 5º no teste final, Kusale foi selecionado para a equipe como o segundo atirador com base em suas pontuações nos três primeiros testes. Nos Jogos Olímpicos de Verão de 2024, em Paris, conquistou a medalha de bronze na prova de carabina três posições masculino.
Ele se juntou à Central Railway em 2015 como Examinador de Bilhetes Viajantes (TTE). Ele estava solicitando uma promoção por anos. Após sua conquista da medalha de bronze, ele recebeu uma promoção dupla e foi promovido ao posto de Oficial em Serviço Especial (OSD), Célula Esportiva em Mumbai.